# مونتيفورتي إيربينو
مونتيفورتي إيربينو هي واحدة من 119 بلدية أو كومونات (كومونى بالإيطالية) في مقاطعة أفيلينو، في إقليم كامبانيا. يبلغ عدد سكانها حوالى 10,180 نسمة وفقًا لتعداد عام 2005، وتمتد على مساحة 26,70 كم²،ولديهم كثافة سكانية تبلغ 381,27 نسمة/كم². تحدها بلديات أفيلينو، كونترادا، فورينو، ميركوجليانو، موسكينو، موغنانو ديل كاردينال، تاورانو وفيسكيانو.

## التاريخ
رُجح أن القلعة التي اشتق منها اسم البلدية، كانت معسكرًا رومانيًا قديمًا (كاستروم)، حيثُ بنيت القلعة عليها لاحقًا في عهد اللومبارديين.
لكن تاريخ موتيفورتى أقدم من ذلك بكثير؛ حيث عُثر على آثار تشير إلى وجودها خلال الحرب البونيقية الثانية، عندما مرّ حنبعل برقا عائدًا من كابوا عبر طريق الرومانى فيا أبيا متجهًا لكاناى، حيثُ خاض معركة ضد الرومان.

## المعالم والأماكن الأثرية في مونتيفورتي إيربينو
تحتوى كنيسة سان نيكولاس دي بارى على بعض اللوحات من المدرسة النابولية ترجع للقرن الثامن عشر.